# Corfe Castle
Corfe Castle er ruinen af en middelalderborg, som ligger på en bakketop over landsbyen af samme navn på Isle of Purbeck-halvøen i Dorset, England. Den blev opført af Vilhelm Erobreren i 1000-tallet, hvor den kunne kontrollere et pas i Purbeck Hills på ruten mellem Wareham og Swanage. Den første fase var en af de tidligste borge i England, der blev bygget, i hvert fald delvist, af sten, på et tidspunkt hvor fæstninger primært blev bygget af tømmer og jord. Corfe Castle undergik stor strukturelle ændringer i 1100- og 1200-tallet.
I 1572 kom Corfe Castle for første gang under ejerskab af nogle andre end kronen, da Elizabeth 1. solgte den til Sir Christopher Hatton. Sir John Bankes købte borgen i 1635 og ejede den under den engelske borgerkrig. Hans hustru, Lady Mary Bankes, styrede forsvaret af borgen, da den blev belejret af parlamentariske tropper to gange. Den første belejring, i 1643, var ingen succes, men i 1645 var Corfe en af royalisternes sidste bastioner i det sydlige England, og den faldt under belejringen, der endte i et angreb. I marts dette år blev Corfe Castle ødelagt af rundhovederne.
I dag er borgen ejet af National Trust, og den er åben for offentligheden. I 2018 blev den besøgt af omkring 237.000 personer. Den er beskyttet som listed building i første grad og et Scheduled Ancient Monument.